# Луций Мамилий Витул
Луций Мамилий Витул (на латински: Lucius Mamilius Vitulus) e политик на Римската република през 3 век пр.н.е..
Произлиза от плебейската фамилията Мамилии. Брат е на Квинт Мамилий Витул (консул 262 пр.н.е.). Луций Витул е първият от фамилята, който става консул през 265 пр.н.е. Негов колега е Квинт Фабий Максим Гург.